# Џон Колинс (кошаркаш)
Џон Мартин Колинс III (енгл. John Martin Collins III; Лејтон, Јута, 23. септембар 1997) амерички је кошаркаш. Игра на позицији крилног центра, а тренутно наступа за Лос Анђелес клиперсе.

## Каријера

### Колеџ
Колинс је од 2015. до 2017. године играо за Вејк Форест димон диконсе, кошаркашки тим Универзитета Вејк Форест. У дресу Димон диконса уписао је 64 наступа, а просечно је по утакмици постизао 13,4 поена, хватао 7 скокова и имао 1,2 блокаде. У сезони 2016/17. изабран је за члана прве поставе идеалног тима Атлантик коуст конференције.

### Атланта хокси (2017—2023)
На НБА драфту 2017. године Атланта хокси су изабрали Колинса као 19. пика. Колинс је у сезони 2017/18. по утакмици просечно бележио 10,5 поена, 7,3 скокова, 1,3 асистенције и 1,1 блокаду. Награђен је и местом у другој петорци идеалног тима НБА новајлија за ту сезону.

## Успеси

### Појединачни
- Идеални тим новајлија НБА — друга постава: 2017/18.